# Qualifications des épreuves d'escrime aux Jeux olympiques d'été de 2016
Les qualifications des épreuves d'escrime aux Jeux olympiques d'été de 2016 s'étendent du 1er mai 2015 au 17 avril 2016. Elles sont dépendantes des résultats des différentes épreuves des coupes du monde 2014-2015 et 2015-2016 qui constituent le premier critère de qualification, ainsi que de quatre tournois de qualification olympique organisés autour du monde.
Comme en 2012, les quotas de sélections prévoient un total de 212 escrimeurs qualifiés pour cette édition des Jeux olympiques.

## Système de qualification

### Principes généraux
Deux critères permettent d'obtenir une qualification olympique. Ils sont, par ordre chronologique : le critère du classement de la Fédération internationale d'escrime (FIE), dont la date butoir est le 4 avril 2016. Les escrimeurs non-retenus par ce biais peuvent obtenir leur qualification via le tournoi de qualification de leur zone d'appartenance (quatre zones : Afrique, Amériques, Asie-Océanie, Europe). Ces critères sont communs aux trois armes (épée, fleuret, sabre), seuls varient le nombre d'escrimeurs qualifiés selon l'arme, en fonction de la tenue (ou non) d'un tournoi individuel et par équipes.
Dans tous les cas :
- Le nombre d'escrimeurs représentant un même pays est limité à trois, si l'épreuve individuelle est complétée par une épreuve par équipes, et à deux seulement dans le cas contraire.
- Le premier critère de classement permet de retenir plus d'un seul escrimeur par pays, mais les places supplémentaires, qu'elles soient octroyées par le biais du classement ou du tournoi de qualification olympique, n'ouvrent la qualification qu'à un seul escrimeur par pays.
- Le tournoi de qualification olympique de chaque zone n'est ouvert qu'aux escrimeurs dont le pays n'est pas encore représenté, et ne permet la qualification que d'un seul escrimeur par pays.
- Le pays hôte dispose d'un total de huit places lui permettant de repêcher tout escrimeur ayant échoué à se qualifier. Il ne peut en revanche pas sélectionner plus de trois tireurs par épreuve (deux pour les épreuves uniquement individuelles).

### Processus et quotas de qualification
| Processus de qualification               | Places | Notes |
| ---------------------------------------- | ------ | --- |
| Classement FIE par équipes               | 12     | Les quatre équipes les mieux classées du classement FIE. Trois escrimeurs qualifiés par équipe, disputant l'épreuve individuelle et par équipes.                                                                       |
| Classement FIE par équipes et par zone   | 12     | Les quatre équipes les mieux classées de chaque zone. Une équipe classée au-delà de la seizième place n'est pas qualifiable. Trois escrimeurs qualifiés par équipe, disputant l'épreuve individuelle et par équipes.   |
| Places supplémentaires du classement FIE | 7      | Deux escrimeurs des zones Amériques, Asie-Océanie et Europe, un seul de la zone Afrique. Un seul escrimeur qualifiable par pays. Seuls les escrimeurs dont le pays n'est pas représenté par équipes sont qualifiables. |
| Tournoi de qualification olympique       | 4      | Un escrimeur qualifié par zone. Le tournoi est réservé aux escrimeurs dont le pays n'est pas encore représenté. |
| Places réservées au pays hôte            | 0/3    | Une équipe de trois escrimeurs qualifiés d'office. Le total d'escrimeurs brésiliens qualifiés par ce procédé ne peut dépasser huit unités (hommes et femmes confondus).                                                |

| Processus de qualification               | Places | Notes |
| ---------------------------------------- | ------ | --- |
| Classement FIE                           | 14     | Les quatorze mieux classés du classement FIE. Si un pays place plus de deux représentants dans le top 12, seuls les deux mieux classés sont retenus et les escrimeurs moins bien classés d'autres pays bénéficient de ce critère.                  |
| Places supplémentaires du classement FIE | 8      | Deux escrimeurs par zone. Un seul escrimeur qualifiable par pays. |
| Tournoi de qualification olympique       | 10     | Quatre escrimeurs de la zone Europe, trois de la zone Asie-Océanie, deux de la zone Amériques, un seul de la zone Afrique. Un seul escrimeur qualifiable par pays. Le tournoi est réservé aux escrimeurs dont le pays n'est pas encore représenté. |
| Places réservées au pays hôte            | 0/2    | Un ou deux escrimeurs qualifiés d'office. Le total d'escrimeurs brésiliens qualifiés par ce procédé ne peut dépasser huit unités (hommes et femmes confondus).                                                                                     |

### Étapes
| Critère de sélection                             | Dates                             | Lieu     |
| ------------------------------------------------ | --------------------------------- | -------- |
| Classement FIE                                   | du 1er mai 2015 au 4 avril 2016   | —        |
| Tournoi de qualification de la zone Asie-Océanie | le 11 avril 2016 et 12 avril 2016 | Wuxi     |
| Tournoi de qualification de la zone Afrique      | 14 avril 2016                     | Alger    |
| Tournoi de qualification de la zone Amériques    | du 15 avril 2016 au 17 avril 2016 | San José |
| Tournoi de qualification de la zone Europe       | du 15 avril 2016 au 17 avril 2016 | Prague   |

## Répartition globale des places
| Nation                 | Hommes     | Hommes     | Hommes     | Hommes      | Hommes      | Femmes     | Femmes     | Femmes     | Femmes      | Femmes      | Total |
| Nation                 | Individuel | Individuel | Individuel | Par équipes | Par équipes | Individuel | Individuel | Individuel | Par équipes | Par équipes | Total |
| Nation                 | Épée       | Fleuret    | Sabre      | Épée        | Fleuret     | Épée       | Fleuret    | Sabre      | Épée        | Sabre       | Total |
| ---------------------- | ---------- | ---------- | ---------- | ----------- | ----------- | ---------- | ---------- | ---------- | ----------- | ----------- | ----- |
| Afrique du Sud         | -          | -          | -          | -           | -           | 1          | -          | -          | -           | -           | 1     |
| Algérie                | -          | 1          | -          | -           | -           | -          | 1          | -          | -           | -           | 2     |
| Allemagne              | -          | 1          | 2          | -           | -           | -          | 1          | -          | -           | -           | 4     |
| Arabie saoudite        | -          | -          | -          | -           | -           | -          | 1          | -          | -           | -           | 1     |
| Argentine              | -          | -          | -          | -           | -           | -          | -          | 1          | -           | -           | 1     |
| Autriche               | -          | 1          | -          | -           | -           | -          | -          | -          | -           | -           | 1     |
| Azerbaïdjan            | -          | -          | -          | -           | -           | -          | -          | 1          | -           | -           | 1     |
| Belgique               | -          | -          | 1          | -           | -           | -          | -          | -          | -           | -           | 1     |
| Bénin                  | -          | -          | 1          | -           | -           | -          | -          | -          | -           | -           | 1     |
| Biélorussie            | -          | -          | 1          | -           | -           | -          | -          | -          | -           | -           | 1     |
| Brésil                 | 3          | 3          | 1          | X           | X           | 3          | 2          | 1          | -           | -           | 13    |
| Bulgarie               | -          | -          | 1          | -           | -           | -          | -          | -          | -           | -           | 1     |
| Canada                 | 1          | 1          | 1          | -           | -           | 1          | 1          | -          | -           | -           | 5     |
| Chine                  | 1          | 3          | 1          | -           | X           | 3          | 2          | 1          | X           | -           | 11    |
| Colombie               | 1          | 1          | -          | -           | -           | -          | 1          | -          | -           | -           | 3     |
| Corée du Sud           | 3          | 1          | 2          | X           | -           | 3          | 2          | 3          | X           | X           | 14    |
| Côte d'Ivoire          | -          | -          | -          | -           | -           | 1          | -          | -          | -           | -           | 1     |
| Cuba                   | -          | -          | 1          | -           | -           | -          | -          | -          | -           | -           | 1     |
| Égypte                 | 1          | 3          | 1          | -           | X           | -          | 1          | 1          | -           | -           | 7     |
| Estonie                | 1          | -          | -          | -           | -           | 3          | -          | -          | X           | -           | 4     |
| États-Unis             | 1          | 3          | 2          | -           | X           | 3          | 2          | 3          | X           | X           | 14    |
| France                 | 3          | 3          | 1          | X           | X           | 3          | 2          | 3          | X           | X           | 15    |
| Géorgie                | -          | -          | 1          | -           | -           | -          | -          | -          | -           | -           | 1     |
| Grande-Bretagne        | -          | 3          | -          | -           | X           | -          | -          | -          | -           | -           | 3     |
| Grèce                  | -          | -          | -          | -           | -           | -          | 1          | 1          | -           | -           | 2     |
| Hong Kong              | -          | 1          | -          | -           | -           | 1          | 1          | -          | -           | -           | 3     |
| Hongrie                | 3          | -          | 2          | X           | -           | 1          | 2          | 1          | -           | -           | 9     |
| Iran                   | -          | -          | 2          | -           | -           | -          | -          | -          | -           | -           | 2     |
| Israël                 | -          | -          | -          | -           | -           | -          | 1          | -          | -           | -           | 1     |
| Italie                 | 3          | 3          | 2          | X           | X           | 1          | 2          | 3          | -           | X           | 14    |
| Japon                  | 1          | 1          | 1          | -           | -           | 1          | 1          | 1          | -           | -           | 6     |
| Kazakhstan             | -          | -          | 1          | -           | -           | -          | -          | -          | -           | -           | 1     |
| Koweït                 | 1          | -          | -          | -           | -           | -          | -          | -          | -           | -           | 1     |
| Liban                  | -          | -          | -          | -           | -           | -          | 1          | -          | -           | -           | 1     |
| Maroc                  | -          | -          | -          | -           | -           | -          | 1          | -          | -           | -           | 1     |
| Mexique                | -          | 1          | 1          | -           | -           | 1          | 1          | 3          | -           | X           | 7     |
| Nouvelle-Zélande       | -          | -          | -          | -           | -           | -          | 1          | -          | -           | -           | 1     |
| Panama                 | -          | -          | -          | -           | -           | -          | -          | 1          | -           | -           | 1     |
| Pays-Bas               | 1          | -          | -          | -           | -           | -          | -          | -          | -           | -           | 1     |
| Pologne                | -          | -          | -          | -           | -           | -          | 1          | 3          | -           | X           | 4     |
| République dominicaine | -          | -          | -          | -           | -           | -          | -          | 1          | -           | -           | 1     |
| République tchèque     | 1          | 1          | -          | -           | -           | -          | -          | -          | -           | -           | 2     |
| Roumanie               | -          | -          | 1          | -           | -           | 3          | 1          | -          | X           | -           | 5     |
| Russie                 | 3          | 3          | 2          | X           | X           | 3          | 2          | 3          | X           | X           | 16    |
| Sénégal                | 1          | -          | -          | -           | -           | -          | -          | -          | -           | -           | 1     |
| Suisse                 | 3          | -          | -          | X           | -           | 1          | -          | -          | -           | -           | 4     |
| Tunisie                | -          | 1          | 1          | -           | -           | 1          | 1          | 1          | -           | -           | 5     |
| Turquie                | -          | -          | -          | -           | -           | -          | 1          | -          | -           | -           | 1     |
| Ukraine                | 3          | -          | 1          | X           | -           | 3          | 1          | 3          | X           | X           | 11    |
| Venezuela              | 3          | -          | -          | X           | -           | -          | 1          | 1          | -           | -           | 5     |
| Viêt Nam               | -          | -          | 1          | -           | -           | 1          | 1          | 1          | -           | -           | 4     |
| Total                  | 38         | 35         | 32         | 9           | 8           | 37         | 35         | 36         | 9           | 8           | 213   |

## Qualification messieurs

### Épée par équipes
| Processus de qualification                     | Places | Qualifiés                    |
| ---------------------------------------------- | ------ | ---------------------------- |
| 4 équipes les mieux classées du classement FIE | 4      | France Ukraine Italie Suisse |
| Équipe européenne la mieux classée             | 1      | Russie                       |
| Équipe asiatique-océanienne la mieux classée   | 1      | Corée du Sud                 |
| Équipe américaine la mieux classée             | 1      | Venezuela                    |
| Équipe africaine la mieux classée              | 1      | Hongrie                      |
| Place supplémentaire pour le pays organisateur | ?      |                              |
|                                                | 8      |                              |

### Épée individuelle
| Processus de qualification                             | Places | Qualifiés |
| ------------------------------------------------------ | ------ | --- |
| Membres d’équipes qualifiés automatiquement            | 24     | Yannick Borel Gauthier Grumier Daniel Jérent Anatoliy Herey Dmitriy Karuchenko Bohdan Nikishyn Marco Fichera Enrico Garozzo Paolo Pizzo Max Heinzer Fabian Kauter Benjamin Steffen Vadim Anokhin Anton Avdeev Pavel Sukhov Gábor Boczkó Géza Imre András Rédli Jung Jin-sun Park Kyoung-doo Park Sang-young Silvio Fernandez Francisco Limardo Rubén Limardo |
| 2 escrimeurs les mieux classés de la zone Europe       | 2      | Nikolai Novosjolov Bas Verwijlen |
| 2 escrimeurs les mieux classés de la zone Asie-Océanie | 2      | Kazuyasu Minobe Jiao Yunlong |
| 2 escrimeurs les mieux classés de la zone Amériques    | 2      | Jason Pryor Maxime Brinck-Croteau |
| L'escrimeur le mieux classé de la zone Afrique         | 1      | Alexandre Bouzaid |
| Tournoi de qualification : Europe                      | 1      | Jiří Beran |
| Tournoi de qualification : Asie-Océanie                | 1      | Abdulaziz al-Shatti |
| Tournoi de qualification : Amériques                   | 1      | Jhon Édison Rodríguez |
| Tournoi de qualification : Afrique                     | 1      | Ayman Fayez |
| Places supplémentaires pour le pays organisateur       | 3      | Athos Schwantes Guilherme Melaragno Nicolas Ferreira |
|                                                        | 38     | |

| Rang | Équipe       | Pts |
| ---- | ------------ | --- |
| 1    | France       | 360 |
| 2    | Ukraine      | 302 |
| 3    | Italie       | 282 |
| 4    | Suisse       | 249 |
| 5    | Russie       | 244 |
| 6    | Hongrie      | 241 |
| 7    | Corée du Sud | 237 |
| 8    | Kazakhstan   | 218 |
| 9    | Allemagne    | 203 |
| 10   | Estonie      | 189 |
| 11   | Venezuela    | 187 |
| 12   | Tchéquie     | 184 |
| 13   | Japon        | 175 |
| 14   | Espagne      | 167 |
| 15   | Israël       | 151 |
| 16   | États-Unis   | 150 |

### Fleuret par équipes
| Processus de qualification                     | Places | Qualifiés                       |
| ---------------------------------------------- | ------ | ------------------------------- |
| 4 équipes les mieux classées du classement FIE | 4      | Russie Italie France États-Unis |
| Équipe européenne la mieux classée             | 1      | Grande-Bretagne                 |
| Équipe asiatique-océanienne la mieux classée   | 1      | Chine                           |
| Équipe américaine la mieux classée             | 1      | Brésil                          |
| Équipe africaine la mieux classée              | 1      | Égypte                          |
| Place supplémentaire pour le pays organisateur | —      | —                               |
|                                                | 8      |                                 |

### Fleuret individuel
| Processus de qualification                             | Places | Qualifiés |
| ------------------------------------------------------ | ------ | --- |
| Membres d’équipes qualifiés automatiquement            | 24     | Artur Akhmatkhuzin Aleksey Cheremisinov Timur Safin Giorgio Avola Andrea Cassarà Daniele Garozzo Jérémy Cadot Erwann Le Péchoux Enzo Lefort Alexander Massialas Gerek Meinhardt Miles Chamley-Watson Chen Haiwei Lei Sheng Ma Jianfei James-Andrew Davis Laurence Halsted Richard Kruse Alaaeldin Abouelkassem Tarek Ayad Mohamed Essam Ghislain Perrier Guilherme Toldo Henrique Marques |
| 2 escrimeurs les mieux classés de la zone Europe       | 2      | Peter Joppich Alexander Choupenitch |
| 2 escrimeurs les mieux classés de la zone Asie-Océanie | 2      | Yūki Ōta Heo Jun |
| 2 escrimeurs les mieux classés de la zone Amériques    | 2      | Maximilien Van Haaster Daniel Gómez |
| L'escrimeur le mieux classé de la zone Afrique         | 1      | Mohamed Ayoub Ferjani |
| Tournoi de qualification : Europe                      | 1      | René Pranz |
| Tournoi de qualification : Asie-Océanie                | 1      | Cheung Ka Long |
| Tournoi de qualification : Amériques                   | 1      | Antonio Leal |
| Tournoi de qualification : Afrique                     | 1      | Victor Sintès |
| Places supplémentaires pour le pays organisateur       | —      | — |
|                                                        | 34     | |

| Rang | Équipe       | Pts |
| ---- | ------------ | --- |
| 1    | Russie       | 346 |
| 2    | Italie       | 340 |
| 3    | France       | 328 |
| 4    | États-Unis   | 324 |
| 5    | Chine        | 300 |
| 6    | Japon        | 240 |
| 7    | Royaume-Uni  | 222 |
| 8    | Corée du Sud | 220 |
| 9    | Égypte       | 205 |
| 10   | Allemagne    | 198 |
| 11   | Brésil       | 169 |
| 12   | Canada       | 169 |
| 13   | Pologne      | 163 |
| 14   | Ukraine      | 163 |
| 15   | Hong Kong    | 149 |
| 16   | Autriche     | 125 |

### Sabre individuel
| Processus de qualification                             | Places | Qualifiés |
| ------------------------------------------------------ | ------ | --- |
| 14 escrimeurs les mieux classés au classement FIE      | 14     | Aleksey Yakimenko Gu Bon-gil Áron Szilágyi Tiberiu Dolniceanu Kim Jung-hwan Max Hartung Aldo Montano Eli Dershwitz Nikolay Kovalev Daryl Homer Mojtaba Abedini Diego Occhiuzzi Matyas Szabo Aliaksandr Buikevich |
| 2 escrimeurs les mieux classés de la zone Europe       | 2      | Vincent Anstett Tamás Decsi |
| 2 escrimeurs les mieux classés de la zone Asie-Océanie | 2      | Ali Pakdaman Sun Wei |
| 2 escrimeurs les mieux classés de la zone Amériques    | 2      | Renzo Agresta Joseph Polossifakis |
| 2 escrimeurs les mieux classés de la zone Afrique      | 2      | Mohamed Amer Yémi Apithy |
| Tournoi de qualification : Europe                      | 4      | Andriy Yahodka Seppe Van Holsbeke Sandro Bazadze Pancho Paskov |
| Tournoi de qualification : Asie-Océanie                | 3      | Vũ Thành An Ilya Mokretsov Kenta Tokunan |
| Tournoi de qualification : Amériques                   | 2      | Julián Ayala Yoandry Iriarte Gálvez |
| Tournoi de qualification : Afrique                     | 1      | Farès Ferjani |
| Places supplémentaires pour le pays organisateur       | ?      | |
|                                                        | 32     | |

| Rang | Tireur               | Pts  |
| ---- | -------------------- | ---- |
| 1    | Aleksey Yakimenko    | 228  |
| 2    | Gu Bon-gil           | 201  |
| 3    | Áron Szilágyi        | 194  |
| 4    | Tiberiu Dolniceanu   | 194  |
| 5    | Kim Jung-hwan        | 185  |
| 6    | Max Hartung          | 163  |
| 7    | Aldo Montano         | 143  |
| 8    | Eli Dershwitz        | 137  |
| 9    | Nikolay Kovalev      | 135  |
| 10   | Daryl Homer          | 131  |
| 11   | Kamil Ibragimov      | 124  |
| 12   | Mojtaba Abedini      | 121  |
| 13   | Diego Occhiuzzi      | 103  |
| 14   | Matyas Szabo         | 98   |
| 15   | Aliaksandr Buikevich | 87   |
| 16   | Vincent Anstett      | 85   |
| 21   | Renzo Agresta        | 69   |
| 23   | Joseph Polossifakis  | 64   |
| 25   | Tamás Decsi          | 62   |
| 26   | Ali Pakdaman         | 62   |
| 28   | Mohamed Amer         | 59,5 |
| 37   | Yémi Apithy          | 46   |
| 43   | Sun Wei              | 36,5 |

## Qualification dames

### Épée par équipes
| Processus de qualification                     | Places | Qualifiés                     |
| ---------------------------------------------- | ------ | ----------------------------- |
| 4 équipes les mieux classées du classement FIE | 4      | Roumanie Chine Russie Estonie |
| Équipe européenne la mieux classée             | 1      | Ukraine                       |
| Équipe asiatique-océanienne la mieux classée   | 1      | Corée du Sud                  |
| Équipe américaine la mieux classée             | 1      | États-Unis                    |
| Équipe africaine la mieux classée              | 1      | France                        |
| Place supplémentaire pour le pays organisateur | ?      |                               |
|                                                | 8      |                               |

### Épée individuelle
| Processus de qualification                               | Places | Qualifiés |
| -------------------------------------------------------- | ------ | --- |
| Membres d’équipes qualifiées automatiquement             | 24     | Simona Gherman Simona Pop Ana Maria Popescu Sun Yiwen Sun Yujie Xu Anqi Violetta Kolobova Tatiana Logunova Lyubov Shutova Julia Beljajeva Irina Embrich Erika Kirpu Choi In-jeong Kang Young-mi Shin A-lam Katharine Holmes Courtney Hurley Kelley Hurley Olena Kryvytska Kseniya Pantelyeyeva Yana Shemyakina Lauren Rembi Marie-Florence Candassamy Auriane Mallo |
| 2 escrimeuses les mieux classées de la zone Europe       | 2      | Rossella Fiamingo Emese Szász |
| 2 escrimeuses les mieux classées de la zone Asie-Océanie | 2      | Nozomi Sato Kong Man Wai |
| 2 escrimeuses les mieux classées de la zone Amériques    | 2      | Nathalie Moellhausen Leonora Mackinnon |
| L'escrimeuse la mieux classée de la zone Afrique         | 1      | Sarra Besbes |
| Tournoi de qualification : Europe                        | 1      | Tiffany Géroudet |
| Tournoi de qualification : Asie-Océanie                  | 1      | Nguyễn Thị Như Hoa |
| Tournoi de qualification : Amériques                     | 1      | Alejandra Terán |
| Tournoi de qualification : Afrique                       | 1      | Juliana Barrett Gbahi Gwladys Sakoa |
| Places supplémentaires pour le pays organisateur         | 2      | Rayssa Costa Amanda Simeao |
|                                                          | 37     | |

| Rang | Équipe       | Pts |
| ---- | ------------ | --- |
| 1    | Roumanie     | 364 |
| 2    | Chine        | 348 |
| 3    | Russie       | 320 |
| 4    | Estonie      | 266 |
| 5    | Corée du Sud | 252 |
| 6    | États-Unis   | 250 |
| 7    | Ukraine      | 230 |
| 8    | France       | 221 |
| 9    | Italie       | 216 |
| 10   | Japon        | 193 |
| 11   | Suède        | 190 |
| 12   | Hongrie      | 186 |
| 13   | Pologne      | 158 |
| 14   | Allemagne    | 146 |
| 15   | Suisse       | 142 |
| 16   | Venezuela    | 131 |

### Fleuret individuel
| Processus de qualification                               | Places | Qualifiées |
| -------------------------------------------------------- | ------ | --- |
| 14 escrimeuses les mieux classées au classement FIE      | 14     | Arianna Errigo Inna Deriglazova Elisa Di Francisca Lee Kiefer Aida Shanaeva Ysaora Thibus Inès Boubakri Nzingha Prescod Jeon Hee-sook Nam Hyun-hee Astrid Guyart Aida Mohamed Le Huilin Carolin Golubytskyi |
| 2 escrimeuses les mieux classées de la zone Europe       | 2      | Edina Knapek Hanna Łyczbińska |
| 2 escrimeuses les mieux classées de la zone Asie-Océanie | 2      | Liu Yongshi Mona Shaito |
| 2 escrimeuses les mieux classées de la zone Amériques    | 2      | Eleanor Harvey S. L. van Erven García |
| 2 escrimeuses les mieux classées de la zone Afrique      | 2      | Noura Mohamed Anissa Khelfaoui |
| Tournoi de qualification : Europe                        | 4      | Mălina Călugăreanu İrem Karamete Aikaterini-Maria Kontochristopoulou Delila Hatuel Olha Leleyko |
| Tournoi de qualification : Asie-Océanie                  | 3      | Shiho Nishioka Yuan Ping Lin Po Heung Đỗ Thị Anh |
| Tournoi de qualification : Amériques                     | 2      | Nataly Michel Isis Giménez |
| Tournoi de qualification : Afrique                       | 1      | Youssra Zakarani |
| Places supplémentaires pour le pays organisateur         | 2      | Taís Rochel Ana Beatriz Bulcão |
| Invitation exceptionnelle conjointe de la FIE et du CIO  | 1      | Lubna Al-Omair |
|                                                          | 35     | |

| Rang | Tireuse                | Pts  |
| ---- | ---------------------- | ---- |
| 1    | Arianna Errigo         | 248  |
| 2    | Inna Deriglazova       | 239  |
| 3    | Elisa Di Francisca     | 226  |
| 4    | Lee Kiefer             | 168  |
| 5    | Aida Shanaeva          | 142  |
| 6    | Ysaora Thibus          | 138  |
| 7    | Larisa Korobeynikova   | 134  |
| 8    | Inès Boubakri          | 131  |
| 9    | Martina Batini         | 131  |
| 10   | Nzingha Prescod        | 123  |
| 11   | Alice Volpi            | 120  |
| 12   | Valentina Vezzali      | 116  |
| 13   | Nicole Ross            | 111  |
| 14   | Jeon Hee-sook          | 108  |
| 15   | Nam Hyun-hee           | 100  |
| 16   | Astrid Guyart          | 98   |
| 17   | Aida Mohamed           | 77   |
| 18   | Le Huilin              | 74   |
| 19   | Yulia Biryukova        | 71   |
| 20   | Kim Mi-na              | 70   |
| 21   | Sabrina Massialas      | 70   |
| 22   | Carolin Golubitskyi    | 69   |
| 24   | Edina Knapek           | 61,5 |
| 25   | Eleanor Harvey         | 60   |
| 27   | S. L. van Erven Garcia | 59   |
| 29   | Hanna Łyczbińska       | 56   |
| 33   | Liu Yongshi            | 48   |
| 37   | Noura Mohamed          | 39   |
| 38   | Anissa Khelfaoui       | 39   |
| 43   | Mona Shaito            | 34   |

### Sabre par équipes
| Processus de qualification                     | Places | Qualifiées                       |
| ---------------------------------------------- | ------ | -------------------------------- |
| 4 équipes les mieux classées du classement FIE | 4      | Russie Ukraine France États-Unis |
| Équipe européenne la mieux classée             | 1      | Italie                           |
| Équipe asiatique-océanienne la mieux classée   | 1      | Corée du Sud                     |
| Équipe américaine la mieux classée             | 1      | Mexique                          |
| Équipe africaine la mieux classée              | 1      | Pologne                          |
| Place supplémentaire pour le pays organisateur | ?      |                                  |
|                                                | 8      |                                  |

### Sabre individuel
| Processus de qualification                               | Places | Qualifiées |
| -------------------------------------------------------- | ------ | --- |
| Membres d’équipes qualifiées automatiquement             | 24     | Ekaterina Diatchenko Yana Egorian Sofia Velikaïa Olha Kharlan Alina Komachtchouk Olena Kravatska Cécilia Berder Manon Brunet Charlotte Lembach Mariel Zagunis Ibtihaj Muhammad Dagmara Wozniak Hwang Seo-na Kim Ji-yeon Seo Ji-yeon Rossella Gregorio Loreta Gulotta Irene Vecchi Bogna Jozwiak Małgorzata Kozaczuk Aleksandra Socha Tanya Arrayales Ursula Gonzalez Garrate Paola Pliego Julieta Toledo |
| 2 escrimeuses les mieux classées de la zone Europe       | 2      | Anna Márton Vassilikí Vouyioúka |
| 2 escrimeuses les mieux classées de la zone Asie-Océanie | 2      | Shen Chen Aoki Chika |
| 2 escrimeuses les mieux classées de la zone Amériques    | 2      | Alejandra Benítez María Belén Pérez Maurice |
| L'escrimeuse la mieux classée de la zone Afrique         | 1      | Azza Besbes |
| Tournoi de qualification : Europe                        | 1      | Səbinə Mikina |
| Tournoi de qualification : Asie-Océanie                  | 1      | Nguyễn Thị Lệ Dung |
| Tournoi de qualification : Amériques                     | 1      | Rossy Félix Lara Eileen Grench |
| Tournoi de qualification : Afrique                       | 1      | Nada Hafez |
| Places supplémentaires pour le pays organisateur         | 1      | Marta Baeza Centurion |
|                                                          | 34     | |

| Rang | Équipe       | Pts |
| ---- | ------------ | --- |
| 1    | Russie       | 424 |
| 2    | Ukraine      | 376 |
| 3    | France       | 308 |
| 4    | États-Unis   | 278 |
| 5    | Corée du Sud | 240 |
| 6    | Italie       | 240 |
| 7    | Pologne      | 232 |
| 8    | Chine        | 209 |
| 9    | Mexique      | 188 |
| 10   | Japon        | 178 |
| 11   | Hongrie      | 175 |
| 12   | Azerbaïdjan  | 170 |
| 13   | Hong Kong    | 166 |
| 14   | Allemagne    | 152 |
| 15   | Espagne      | 148 |
| 16   | Venezuela    | 112 |